# Lázaro Cárdenas, Tlaxcala
Lázaro Cárdenas är en ort i Mexiko.   Den ligger i kommunen Lázaro Cárdenas och delstaten Tlaxcala, i den sydöstra delen av landet, 120 km öster om huvudstaden Mexico City. Lázaro Cárdenas ligger 2 521 meter över havet och antalet invånare är 2 389.
Terrängen runt Lázaro Cárdenas är kuperad åt nordost, men åt sydväst är den platt. Runt Lázaro Cárdenas är det tätbefolkat, med 286 invånare per kvadratkilometer. Närmaste större samhälle är Tlaxco, 16,7 km nordväst om Lázaro Cárdenas. Trakten runt Lázaro Cárdenas består till största delen av jordbruksmark.